# Gary T. Marx
Pour les articles homonymes, voir Gary Marx.
Gary T. Marx, né le 1er octobre 1938, est professeur émérite de sociologie au MIT (Massachusetts Institute of Technology) et l'auteur de Undercover: Police Surveillance in America. Il avait auparavant enseigné à Harvard et à l'université du Colorado. 

## Articles
- Gary T. Marx, Recent Developments In Undercover Policing, in T. Blomberg and S. Cohen, Punishment and Social Control: Essays in Honor of Sheldon Messigner, 1995, Aldyne de Gruyler. Expansion of article in Crime, Law and Social Change, vol. 18, nos. 1-2, Sept. 1992 (à propos d'une affaire liée à l'éco-terrorisme, où la firme de sécurité privée Perceptions International a infiltré un agent provocateur, Mary Salone, dans un groupe lié aux mouvements de libération animale, afin d'organiser un attentat)